# MÉV 3–8
Die MÉV 3–8 waren Personenzug-Schlepptender-Dampflokomotiven der Ungarischen Nordbahn (Magyar Északi Vasút, MÉV).
Die MÉV bestellte ihre sechs Personenzuglokomotiven in Österreich bei Sigl in Wien und in Wiener Neustadt. Der technische Aufbau mit Außenrahmen und außen liegender Stephenson-Steuerung entsprach dem Wissen der Zeit.
Der Stanitzelrauchfang wurde später ersetzt. Statt der zum Schutz des Personals vorhandene Brille wurde ein richtiges
Führerhaus installiert. Außerdem erhielten die Maschinen die typisch ungarische, lange Rauchkammer.
Als die MÉV 1868 verstaatlicht wurde, kamen die Fahrzeuge zu den Ungarischen Staatsbahnen (MÁV), die ihnen zunächst die Nummern 3–8, im zweiten Schema die Kategorie IIa mit der Nummern 1101–1106 zuwies.
Im ab 1911 gültigen dritten Schema wurden 1102 bis 1106 dann als 236,001–005 bezeichnet. 1101 war 1910 ausgemustert.